# Rayk Anders
Rayk Anders (Berlijn, 2 juni 1987) is een Duitse freelance journalist en webvideoproducent.

## Carrière
Onder het pseudoniem Freeze las Rayk Anders in 2007 het nieuws voor het rapmagazine hiphop.de. In 2013 begon Anders, naast andere activiteiten in Street Magazin of TV Berlin, zijn project Armes Deutschland, waarin hij op verschillende internetplatforms (bijv. YouTube, Facebook en Twitter) publiceerde. Hij gaf commentaar op de huidige politieke gebeurtenissen. Anders gebruikte een vereenvoudigde beeldtaal die gemakkelijk via sociale media kon worden verspreid, bijvoorbeeld door "politici om te zetten in memes".
Eind 2015 bracht ZDF de documentaire Verschwörungstheorien – Leben im Wahn van Marc Mauricius Quambusch met Anders als moderator, waarin hij verschillende complottheorieën (oa chemtrails) en rechtse randgroepen zoals als de Reichsburgerschapsbeweging. Sinds het najaar van 2016 heeft hij zijn eigen programma binnen het Duitse online media-aanbod Funk met Headlinez, dat zijn vorige project Armes Deutschland vervangt en inhoudelijk daaraan is gekoppeld, dat zowel op SWR als op het livestreamkanaal te zien is Rocket Beans TV wordt. In hetzelfde jaar publiceerde Anders zijn eerste boek onder de titel Eure Dummheit kotzt mich an in Dtv Verlag, dat een paar maanden later in een luisterboekversie verscheen en drie weken op de bestsellerlijst van Der Spiegel stond. Ook hier neemt Anders een kritische houding aan ten opzichte van verschillende complottheorieën en politieke fenomenen.
Na een kritiek op de dubbele moraal van de AfD die op 15 september 2017 werd gepubliceerd, kwam Anders volgens een rapport op heute+ in de schijnwerpers van het rechts-radicale netwerk Reconquista Germanica en ontving volgens Stephan Mündges van ZDF tweeduizend hatelijke reacties op de video binnen twee dagen Die AfD und der „Mut zur Wahrheit“ op zijn YouTube-kanaal.
Op 14 december 2016 koos de NRW-parlementaire fractie van de Piratenpartij Duitsland Anders als lid van de 16e Duitse Bondsvergadering, die op 12 februari 2017 Frank-Walter Steinmeier tot de twaalfde bondspresident van Duitsland koos.
Van 2017 tot 2018 deed hij samen met het onderzoeksnetwerk van Funk onderzoek voor de documentaire Lösch Dich: So organisiert ist der Hass im Netz via het extreemrechtse netwerk Reconquista Germanica. Hiervoor ontvingen hij en Patrick Stegemann in december 2018 de Duitse journalistenprijs in de categorie "Webvideo". Anders zei in een interview met Jüdischen Allgemeine dat er een groot probleem is in de manipulatie van YouTube door rechtse gebruikers: "Deze scène werkt op grote schaal met nepaccounts en gemanipuleerde commentaargebieden."
Om nepnieuws en haatzaaiende uitlatingen te bestrijden, roept Rayk Anders op tot meer controle over internet: “Internet is een groot goed, en vrijheid van meningsuiting is een waardevol bezit. Maar de onzin die momenteel het netwerk overspoelt, de haat die demonstranten schreeuwen voor vluchtelingenhuizen, de halve waarheden waarmee rechtse populisten kiezers willen schrikken - ik kan het allemaal niet meer horen. Het is genoeg voor mij."
Het YouTube-kanaal van Rayk Anders had 110.000 abonnees op 6 november 2018 en 18,6 miljoen views sinds de oprichting op 21 augustus 2013.
Eind 2019 gingen Rayk Anders en Funk uit elkaar. Anders maakt dus geen deel meer uit van de Duitse publieke omroepen.
Anders is getrouwd en zegt dat hij een agnost is.

## Prijzen
- 2018 met de Duitse journalistenprijs in de categorie "Web Video" voor de documentaire Lösch Dich: So organisiert ist der Hass im Netz

## Boeken
- Rayk Anders: Eure Dummheit kotzt mich an! Wie Bullshit unser Land vergiftet. dtv Verlagsgesellschaft, München 2016. ISBN 978-3-423-43012-8
- Rayk Anders: Der Barbar in uns muss Liebe finden – Warum das Land verroht und wie wir uns wehren können. dtv Verlagsgesellschaft, München 2021. ISBN 978-3-423-26296-5